# امديمة

تعديل مصدري - تعديل

امديمه هي إحدى قرى عزلة  الوضيع بمديرية الوضيع التابعة لمحافظة أبين، بلغ تعداد سكانها 179 نسمة حسب تعداد اليمن لعام 2004.